# Strážci Galaxie: Volume 3
Strážci Galaxie: Volume 3 (v anglickém originále Guardians of the Galaxy Vol. 3) je americký akční film z roku 2023. Scénáře i režie se ujal americký režisér James Gunn. Jedná se o druhé pokračování (třetí díl) filmu Strážci Galaxie a zároveň se jedná o 32. film v Marvel Cinematic Universe. V titulních rolích se objevili Chris Pratt, Zoe Saldana, Dave Bautista, Vin Diesel, Bradley Cooper, Karen Gillanová, Pom Klementieff, Sean Gunn, Sylvester Stallone a Will Poulter, kteří si zopakovali své role z předchozích filmů.
Gunn oznámil návrat ke scénáři a režii série Strážců Galaxie v dubnu 2017. V červenci 2018 byl pod nátlakem Disney propuštěn, ale téhož roku Disney dosadilo Gunna zpět. Natáčení snímku začalo v listopadu 2021, po dokončení Gunnovy práce na filmu Sebevražedný oddíl a seriálu Peacemaker, a trvalo do konce dubna 2022.
Premiéra Guardians of the Galaxy Vol. 3 se uskutečnila 5. května 2023 v USA a v Česku 4. května 2023, jako součást páté fáze Marvel Cinematic Universe.

## Obsazení
- Chris Pratt jako Peter Quill / Star-Lord
- Zoe Saldana jako Gamora
- Dave Bautista jako Drax
- Vin Diesel jako Groot
- Bradley Cooper jako Rocket
- Karen Gillanová jako Nebula
- Pom Klementieff jako Mantis
- Sean Gunn jako Kraglin[12]
- Elizabeth Debicki jako Ayesha
- Sylvester Stallone jako Stakar Ogord[13]
- Will Poulter jako Adam Warlock[14]
- Chukwudi Iwuji jako High Evolutionary